# 颱風奧利華
颱風奧利華（英語：Typhoon Oliwa）是創紀錄的1997年太平洋颱風季的11個超級颱風之一。它在9月2日於夏威夷州西南方的中太平洋形成，不過在西太平洋就成為颱風。奧利華在9月8日爆發性增強，風速在24小時內從時速140公里增加到時速260公里。之後，它緩慢地減弱，經過沖繩縣以東後，奧利華轉向東北並以風力時速140公里吹襲日本。在那裏，30,000人受其影響，奧利華亦造成12人死亡；數以千計的房屋被淹沒，一些房屋被毀。在大韩民国近海，28艘船被風浪摧毀，一艘載有10人的船失蹤。奧利華在9月19日於北太平洋国际換日线附近消散。

## 氣象歷史
颱風奧利華的起源是1997年8月下旬一條異常向東延伸的季风槽該熱帶擾動在夏威夷州西南方逐漸組織，不過組織速度緩慢。9月2日，中太平洋颶風中心（CPHC）開始針對位於约翰斯顿岛西南約950公里處，位於国际日期变更线稍東的第二號熱帶低氣壓發岀公告。該低氣壓很快便達到熱帶風暴標準，中太平洋颶風中心將其命名為奧利華（Oliwa），在夏威夷语中意為奧利弗（Oliver）。
熱帶風暴奧利華以北持續存在着一個中等強度的高壓脊，該脊引導其向西至西北偏北緩慢移動。奧利華身處的水溫比平常略高，上層良好的環境能使其增強。然而最初，奧利華的結構在衛星圖像上有些混亂，在9月4日當它越過國際日期變更線後，更可能有多個環流。進入西太平洋後，聯合颱風警報中心（JTWC）和日本氣象廳（JMA）開始發佈有關該系統的公告，後者給予國際編號9719。儘管條件有利發展，但風暴進一步增強的速度很慢，並且在9月8日才達到颱風標準——風速至少為每小時120公里。在此之前，奧利華與一個在南太平洋相近位置形成但強度較弱的熱帶氣旋同時存在。
在達到颱風標準大約12小時後，奧利華開始經歷一段意料之外的快速增强。從9月8日下午6時到9月8日下午6時的24小時內，聯合颱風警報中心評估颱風的強度幾乎翻了一番，從每小時140公里增強到每小時260公里（一分鐘平均風速），而氣壓下降69毫巴至最低898毫巴；根據估計的強度，聯合颱風警報中心將奧利瓦歸類為超級颱風。日本氣象廳是西太平洋的官方機構，評估奧利華達到風力時速185公里、氣壓915毫巴的最高強度。大約在那個時候，衛星圖像顯示可能存在眼壁渦旋，這是在強烈熱帶氣旋的眼壁中發現的小規模旋轉特徵。此外，奧利華中心形成同心眼壁，通常發生在強烈的颱風中。
奧利華在維持最高強度36小時後逐漸減弱，繼續向西北偏西方移動，期間橫越北马里亚纳群岛。9月14日，颱風在沖繩以北減速，並轉向東北趨向日本。颱風從最高強度有所減弱，奧利華在9月15日晚上以風力時速140公里於九州鹿儿岛县的枕崎市登陸。它在橫越日本時跌至熱帶風暴標準，並在9月16日進一步跌至熱帶低氣壓標準。9月17日，聯合颱風警報中心針對位於日本海東部的奧利華發佈最後公告。當風暴橫過日本北部並在開放的太平洋上空加速時，日本氣象廳維持針對其發佈警告。9月19日，奧利華在阿留申群島以南的國際日期變更線附近消散。

## 影響及紀錄
在達到最高強度後開始減弱的同時，奧利華在北馬里亞納群島的阿格里漢島以北約95公里處經過。島上的持續風速達到每小時120公里，陣風達到每小時135公里。強風將兩棵椰子樹吹倒並壓毀一座無線電天線，使該島嶼暫時與外界失去聯繫。在在奧利華減弱後的登陸地——日本九州上，成千上萬的房屋被淹沒，數十間更被摧毀。其移動緩慢帶來強降雨，在鹿儿岛县田代町引發泥石流，造成三人死亡。在整個鹿兒島縣，官員因應洪水發佈疏散命令，但許多人沒有聽從警告。在該縣，颱風破壞約1,700座建築物，摧毀了131座更被摧毀。當地的損失估計為1400萬日圓（1997年，折合為當年的15萬美元）。在日本全國，奧利華造成12人死亡，共有30,000人流離失所。總損失達43.6億日圓（5010萬美元）。在大韩民国近海，強風和大浪擊毀28艘船隻，其中一艘船共10人失蹤。
颱風奧利華是西太平洋的11個超級颱風之一，追平先前在1965年所創下的記錄；通常一個典型的颱風季平均只有4個超級颱風。熱帶氣旋活動異常活躍原因是該年正經歷有記錄以來最強大的聖嬰現象事件之一。奧利華的路徑很不尋常，因為它起源自中太平洋，進入西太平洋後橫越北马里亚纳群岛，最終登陸日本，另外一個有着與其相似的路徑是2015年颱風哈洛拉。該颱風是本季僅有的兩個經歷爆發性增強的颱風之一，即氣壓每小時下降至少2.5毫巴並持續至少12小時。在24小時內，其氣壓下降69毫巴，即平均每小時下降2.9毫巴；這些數值通常在西太平洋使用德沃夏克分析法進行估算。